# Brücke Hammeweg
Die Brücke Hammeweg, Hammeweg 19, am westlichen Ortsrand über der Hamme in der niedersächsischen Gemeinde Worpswede, wurde 1958 errichtet.
Das Bauwerk steht unter Denkmalschutz (siehe auch Liste der Baudenkmale in Worpswede).

## Geschichte und Beschreibung
Die Hamme ist ein teils schiffbarer Quellfluss der Lesum als Nebenfluss der Weser. Sie entwässert das Teufelsmoor zwischen Worpswede und Osterholz-Scharmbeck. Die Brücke erschließt das Gebiet westlich der Hamme. Hammehafen Worpswede, Camping Hammehafen, und Badestelle Hammestrand sowie Hammerhütte (früher Bewirtung der Torfkahnfahrer auf ihrer mehrtägigen Fahrt nach Bremen; heute Restaurant) und Hammer Blick (Gastronomie) sind im näheren Bereich, zu Fuß und per Rad erreichbar.
Die Klappbrücke über die Hamme in Neu Helgoland wurde als Stahl-Zugbrücke 1958 gebaut. Sie wird nur nach rechtzeitiger Voranmeldung von der Gemeinde Worpswede geöffnet.
Das Landesdenkmalamt befand u. a.: „… orts- und technikgeschichtlicher, stahlbrückentypischer sowie landschaftsbildprägender Zeugniswert …“